# 4039 Souseki
4039 Souseki este un asteroid din centura principală, descoperit pe 17 septembrie 1987 de Tsutomu Seki.